# American Woman
American Woman är en sång av den amerikanska musikgruppen The Guess Who. Låten utgavs som singel tidigt 1970 med "No Sugar Tonight" som b-sida. Den blev etta i gruppens hemland Kanada och i maj samma år nådde den förstaplatsen på amerikanska singellistan. Den blev också en stor internationell hit. I Sverige var det istället "No Sugar Tonight" som gick in på Tio i topp-listan. Låtarna medtogs på albumet American Woman. Albumbersionen av "American Woman" är flera minuter längre än singelversionen och inleds med ett akustiskt bluesinspirerat parti.
Låten ska ha tillkommit vid en improvisation under en konsert då Randy Bachman bytt en gitarrsträng och lite på måfå spelat på sin gitarr och skapat låtens karaktäristiska riff. Det hela utmynnade i ett jam där sångaren Burton Cummings började sjunga "American woman, stay away from me..." Bachman menar att "American Woman" symboliserar Frihetsgudinnan och att låttexten handlar om USA:s krigföring i Vietnam. Gruppen hade turnerat i USA innan låten kommit till och känt av stämningarna i landet.
1999 spelade Lenny Kravitz in en version av låten, och den blev åter en hitsingel.

## Listplaceringar, The Guess Who
| Lista (1970)   | Position         |
| -------------- | ---------------- |
| Australien     | 21 (Go Set)      |
| Danmark        | 10 (DR "Top Ti") |
| Finland        | 23               |
| Flandern       | 6                |
| Frankrike      | 34               |
| Kanada         | 1 (RPM)          |
| Nederländerna  | 4                |
| Nya Zeeland    | 16 (NZ Listner)  |
| Schweiz        | 4                |
| Spanien        | 12               |
| Storbritannien | 19               |
| USA            | 1                |
| Vallonien      | 18               |
| Västtyskland   | 6                |
| Österrike      | 7                |